# Szálnok
Szálnok (szlovákul: Soľník) község Szlovákiában, az Eperjesi kerületben, a Sztropkói járásban.

## Fekvése
Sztropkótól közúton 17 km-re, légvonalban 7 km-re keletre, az Olyka-patak és az Ondava között fekszik.

## Története
A települést 1420 körül alapították és a vlach jog alapján ruszinokkal telepítették be. 1454-ben említik először, a sztropkói uradalomhoz tartozott. 1600-ban 8 jobbágytelke volt. 1715-ben és 1720-ban egyaránt 5 jobbágytelekkel rendelkezett.
A 18. század végén Vályi András így ír róla: „SZALNYIK. Orosz falu Zemplén Várm. földes Ura Bisztranovszky Uraság, lakosai egygyesűltt ó hitüek, fekszik n. k. Puczákhoz 1, d. Potocskához 1/2, é. Velkrophoz 1 órányira; 2 nyomásbéli határja zabot terem.”
1828-ban 23 házában 171 lakos élt. Egykor kamarai birtok volt, majd a Keglevich család birtokában állt.
Fényes Elek 1851-ben kiadott geográfiai szótárában így ír a faluról: „Szálnik, orosz falu, Zemplén vmegyében, Pucsák fiókja, 171 g. kath. lak., 152 h. szántófölddel. F. u. gr. Keglevich örök.”
Borovszky Samu monográfiasorozatának Zemplén vármegyét tárgyaló része szerint: „Szálnok, előbb Szálnik. Ruthén kisközség mindössze 27 házzal és 144 gör. kath. vallású lakossal. Postája Sztropkó, távírója és vasúti állomása Mezőlaborcz. Hajdan, mikor még kamarai birtok volt, Szádlik és Zadlyk nevet viselt. A sztropkói uradalomhoz tartozott, de újabbkori urai a gróf Keglevichek voltak. Most nincs nagyobb birtokosa. A faluban nincs templom.”
A trianoni diktátumig Zemplén vármegye Sztropkói járásához tartozott.

## Népessége
| Év:            | 1994. | 2004.    | 2014.    | 2024. |
| -------------- | ----- | -------- | -------- | ----- |
| Emberek száma: | 71    | 43       | 33       | 33    |
| Eltérés:       |       | -39,43 % | -23,25 % | +0 %  |

| Év:            | 2023. | 2024. |
| -------------- | ----- | ----- |
| Emberek száma: | 33    | 33    |
| Eltérés:       |       | +0 %  |

1910-ben 124, túlnyomórészt ruszin lakosa volt.
2001-ben 55 lakosából 48 szlovák, 4 ruszin és 3 ukrán volt.
2011-ben 39 lakosából 34 szlovák és 5 ruszin.

## Nevezetességei
Görögkatolikus temploma 1850 körül épült.